# Elly Joenara
Elly Joenara ou Elly Yunara (3 novembre 1923 - 30 mai 1992) est une actrice de cinéma indonésienne devenue ensuite productrice. Elle était mariée au producteur Malik Djamaluddin. Pendant l'occupation néerlandaise, elle fut également actrice de théâtre.

## Biographie

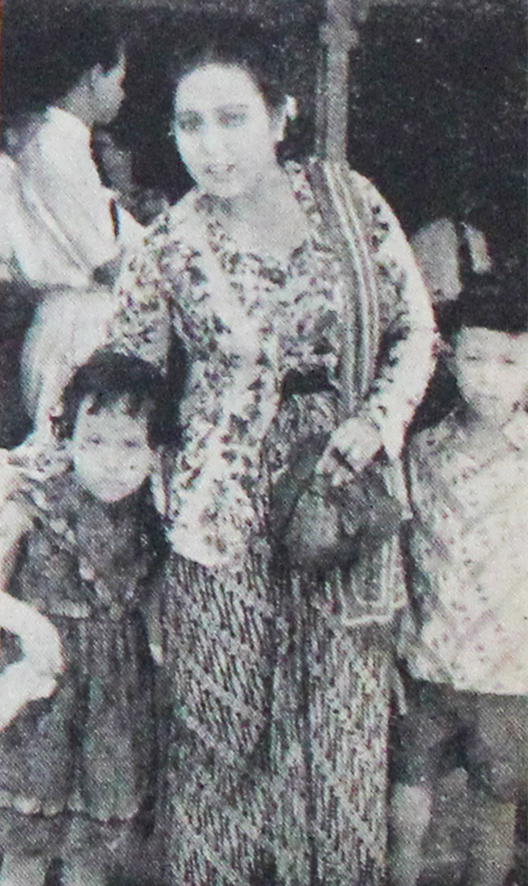
Yunara et deux de ses enfants en 1954.

Joenara est née à Singapour le 3 novembre 1923. Elle étudia à l'école Hollandsch-Inlandsche, une école tenue par les Néerlandais à destination des Indonésiens natifs dans les Indes orientales néerlandaises
Joenara entama sa carrière dans le film policier Pah Wongso Pendekar Boediman sorti en 1940, produit et réalisé par Jo Eng Sek pour la Star Film. Dans ce film, elle joue Siti, la partenaire romantique du héros joué par Mohamad Arief. Elle continua à travailler dans les productions suivantes du studio comme Tjioeng Wanara (basé sur la légende soundanaise du même nom), Lintah Darat et Ajah Berdosa. En 1942, elle joue dans un film produit par Tan's Film sous la direction de Tan Khoen Yauw, Aladin dengan Lampu Wasiat (Aladdin et la Lampe magique).
L'occupation japonaise des Indes néerlandaises à partir de mars 1942 entraîna la fermeture de tous les studios de cinéma de la colonie à l'exception d'un. La production d'Aladin dengan Lampu Wasiat fut stoppée. Le film sortira finalement en 1950, à la suite de la révolution nationale indonésienne. Pendant l'occupation, Joenara se tourna vers le théâtre, travaillant pour différentes troupes comme Warnasari, Matahari et Jawa Ehai. En 1949, alors que les Néerlandais reconnaissaient l'indépendance de l'Indonésie, Joenara se maria avec le directeur de théâtre reconverti en producteur de cinéma Malik Djamaluddin.
En 1950, Djamaluddin monta sa société de production, Persari. Joenara fut actrice dans deux des films de la société : Si Mientje en 1952 et Siapa Ajahku en 1954. Elle était par ailleurs chargée de la gestion de l'entreprise, son activité principale restant de s'occuper de ses enfants.
Djamaluddin mourut le 8 juin 1970 et Joenara devint veuve. Elle monta alors sa propre structure, Remaja Ellyanda Film, et devint productrice en 1972 avec le film Malin Kundang. Réalisé par D. Djajakusuma et basé sur le conte malais du même nom, le film mettait en scène Rano Karno et Putu Wijaya qui jouait Malin Kundang, un jeune homme qui oubliait ses origines après avoir passé la majorité de son enfance en mer. Le film fut suivi par Jembatan Merah (1973), Petualang Cilik (1977) et Halimun (1979) ainsi que par deux films de non-fiction. En 1974, elle reçut un prix du gouverneur de Jakarta Ali Sadikin pour sa contribution au cinéma.
Joenara mourut à Jakarta le 30 mai 1992.